# Г. А. Д.
Г.А.Д. је други студијски албум панк рок групе Хладно пиво. Албум је објавила издавачка кућа Кроација рекордс 1995. године. Хитови са овог албума су „Шанк“ и „Риголето“.

## О албуму
Насловница албума приказује мушкарца који се једном својом половином налази у стану гледајући телевизију, а другом половином се налази у кафићу. На овај начин приказан је контраст између јавног и интимног простора, на који вероватно садржајно реферишу песме на албуму. Већина песама тако исказује критику тадашњих друштвено политичких прилика, док је неколико песама интимистичког карактера, попут нумера „Размишљам“, „Тишина“ и „Усамљљени у гомили“. Песме „Од буђења до дневника“, „7. ноћ“ (песма исмева некадашњу забавно-музичку емисију 'Седма ноћ' која се у то време емитовала на ХРТ-у недељом увече, отуд назив) и „МТВ“ (отпевана на енглеском), између осталог тематски говоре и о гледању телевизије.
Албум доноси и две обраде. Песма насловљена „Country (will the circle be unbroken)“ у ствари је обрада хришћанске духовне химне коју су изводили и многи други извођачи. Изворна песма носи назив „Will the Circle Be Unbroken?“, премда се верзија коју изводи Хладно пиво иначе назива „Can the Circle Be Unbroken (By and By)“ , иако се користи и назив „Will the Circle Be Unbroken“.
Друга обрада „Била је...“ је верзија француске шансоне „Elle était si jolie“ (на француском, „била је тако лепа“) коју је на Евровизији 1963. извео француски певач Alain Barrière. Верзија коју изводи Хладно пиво углавном се ослања на обраду коју је извео српски панк рок састав Пекиншка патка.
Овај албум је на инсистирање тадашњег басисте, Давора Коџомана, снимљен у студију Октава — Дигитал Јурице Гросингера.
Сами чланови Хладног пива за албум кажу да је „Г.А.Д.“ 'најбоље продавана лоше снимљена плоча у историји хрватске дискографије'.

## Цитат
Продуцент албума Драгаш на омоту реизданог албума из 2004. каже:
„Живце смо погубили на снимању, одабрали смо студио који није био примјерен Хладном пиву и зато је албум, смјештен готово сав у превисоким тонским регистрима, звучао продукцијски претанко. Ипак, чак ни тај недостатак није уништио текстовну, глазбену и свирачку убојитост Хладног пива које је палило и жарило по хрватским и словенским клубовима као страховито моћан, енергичан и брз панк рок бенд с мелодијама и рефренима подеснима и за пјевање на стадионима. „Г.А.Д“ је продукцијски могао испасти боље, но пјесмама се не може ама баш ништа замјерити. Хладно пиво је једино имало муда осликати сурову стварност Хрватске средине 90-их.“

## Списак песама
1. "Размишљам" - 2:26
2. "У ритму длакаве гузе" - 2:27
3. "Шанк" - 2:53
4. "Морлане дилеме власника BMW-а" - 3:11
5. "Излазак у град" - 2:10
6. "Тамбураши" - 2:41
7. "Country (Will The Circle be Unbroken)" - 2:17
8. "Од буђења до дневника" - 3:04
9. "Дизниленд" - 2:05
10. "Rigoletto" - 1:22
11. "МТВ" - 2:39
12. "7. Ноћ" - 1:58
13. "Усамљени у гомили" - 3:28
14. "Тишина" - 3:50
15. "Била је..." - 2:29

## Извођачи
- Миле Кекин - Миле (вокал)
- Зоран Субошић - Зоки (гитара)
- Младен Субошић - Суба (бубњеви)
- Давор Коџоман - Хаџо (бас гитара)